# قلعه شاه بهمن
قلعه شاه بهمن مربوط به سده‌های میانه دوران‌های تاریخی پس از اسلام است و در شهرستان گچساران، بخش مرکزی، دهستان بویراحمد گرمسیری، روستای دیل واقع شده و این اثر در تاریخ ۲۲ آبان ۱۳۸۶ با شمارهٔ ثبت ۱۹۹۵۱ به‌عنوان یکی از آثار ملی ایران به ثبت رسیده است.